# Târgoviște
Târgoviște (ook: Tîrgoviște) is een stad in Roemenië met ca. 90.000 inwoners. Het is de hoofdplaats en grootste stad van het district Dâmbovița en ligt ca. 80 km ten noordwesten van de hoofdstad Boekarest, op de rechteroever van de rivier de Ialomița.

## Geschiedenis
Târgoviște was van 1393-1654 de hoofdstad van de Zuid-Roemeense regio Walachije, en nog tot 1714 de zetel van de vorsten van deze feodale staat. De stad is echter veel ouder: bij opgravingen zijn tekenen van bewoning uit het neolithicum gevonden.
In 1597 won Michaël de Dappere (Mihai Viteazul) (1558-1601) in Târgoviște een belangrijke slag tegen de Ottomanen.
Tot het begin van de achttiende eeuw werd Târgoviște geregeerd door Walachijse prinsen, maar in de periode 1716-1821 heersten de Fanarioten over dit gebied.Op 27 mei 1821 werd voor de Mitropolia-kerk in Târgoviște de leider van de Opstand van Walachije tegen deze Griekse heersers van de Walachijse vorstendommen, Tudor Vladimirescu (geboren 1780), geëxecuteerd.
De negentiende eeuw was een bloeiperiode voor Târgoviște, onder andere door de toename van industrie in de regio en de aanleg van de spoorverbinding met Boekarest.
Op 25 december 1989 vonden in een militaire barak in Târgoviște, aan Bulevardul Regele Carol I nr. 49, het schijnproces tegen en de executie van de Roemeense dictator Nicolae Ceaușescu en zijn vrouw Elena plaats.

## Bezienswaardigheden
Het meest kenmerkende gebouw in het centrum van de stad is de 27 meter hoge Chindiatoren (Turnul Chindiei, Zonsondergangstoren), gebouwd in opdracht van Vlad Țepeș/Vlad III Dracula (Vlad de Spietser), die leefde van 1431-1476. Aan deze wrede heerser is waarschijnlijk door Bram Stoker zijn personage Dracula ontleend. Naast de Chindiatoren zijn de ruïnes van het prinselijke hof te bezichtigen. Achter de toren ligt het Chindiapark (Parcul Chindia).
Op een heuvel buiten Târgoviște staat het klooster Dealu, gebouwd in 1499 door Radu de Grote (Radu cel Mare), die regeerde van 1495 tot 1508. In dit klooster werd in 1508 door de monnik Macarie voor het eerst in de Roemeense landen een tekst gedrukt, een Slavisch missaal. Ook werd hier begin juni 1598 het verdrag gesloten tussen Michaël de Dappere en keizer Rudolf II, waarbij Michaël de Habsburgse suzereiniteit over Walachije erkende.
In Târgoviște zijn verder vele kerken en kloosters en verscheidene musea te bezoeken.

## Geboren
- Mihai Bălașa (14 januari 1995), voetballer